# Чорні вітрила
«Чорні вітри́ла» (англ. Black Sails) — американський драматичний серіал створений для телеканалу Starz продюсерами та сценаристами Робертом Лівайном та Джонатаном Стейнбергом. Серіал є своєрідним приквелом роману Роберта Луїса Стівенсона «Острів скарбів», сюжет розгортається за двадцять років до подій оригінального роману довкола пригод капітана Флінта та його команди. Дія відбувається на початку XVIII століття в архіпелазі Карибського моря. Головні ролі в серіалі виконали Тобі Стівенс, Люк Арнольд, Зак Макґован, Ганна Нью та Джессіка Паркер Кеннеді.
Серіал був спочатку показаний на відео сервісі YouTube та інших відеохостингах 18 січня 2014 року. Прем'єрний показ на кабельному телебаченні відбувся 25 січня 2014 року.

## Сюжет
Капітан Флінт, найвидатніший та найнебезпечніший пірат свого часу, приймає на своє судно «Морж» новачка Джона Сільвера. Оточені небезпеками з усіх боків, герої борються за виживання острова Нью-Провіденс — відомого кримінального прихистку тих часів. Острів населяють пірати, повії, злодії та солдати удачі — це місце відзначається як високими ідеалами, так і жорстокими звичаями.

## У ролях
| Актор                   | Роль                                                                                           |
| ----------------------- | ---------------------------------------------------------------------------------------------- |
| Тобі Стівенс            | Джеймс МакҐро / Флінт ватажок піратів, капітан «Валруса»                                       |
| Ханна Нью               | Елеонора Ґатрі скупник/постачальник для піратських екіпажів                                    |
| Люк Арнольд             | Джон Сільвер кухар, а згодом боцман на «Валрусі»                                               |
| Джессіка Паркер Кеннеді | Макс повія                                                                                     |
| Зак Макгоун             | Чарлз Вейн капітан «Рейнджера»                                                                 |
| Том Гоппер              | Біллі Бонс помічник капітана «Рейнджера»                                                       |
| Тобі Шмітц              | Каліко Джек боцман на «Рейнджері», згодом керуючий борделем і капітан «Колоніального світанку» |
| Клара Пейґет            | Енн Бонні член екіпажу «Рейнджера», а згодом «Колоніального світанку»                          |
| Хакім Кає-Казім         | містер Скотт                                                                                   |
| Люк Робертс             | Вудс Роджерс англійський капітан                                                               |
| Рей Стівенсон           | Едвард Тіч капітан «Помсти королеви Анни»                                                      |
| Девід Вілмот            | Ізраель Гендс мисливець за головами                                                            |
| Гаррієт Волтер          | Маріон Гатрі                                                                                   |